# Temporada da WTA de 2008
O WTA Tour de 2008 foi a turnê de elite do tênis feminino profissional organizado pela Women's Tennis Association (WTA) para a temporada de 2008.
O WTA Tour de 2008 incluiu os quatro torneios Grand Slam  (supervisionados pela International Tennis Federation (ITF)), os eventos WTA Tier I, Tier II, Tier III e Tier IV, a Fed Cup (organizada pela ITF) e o WTA Championships de final de ano. 

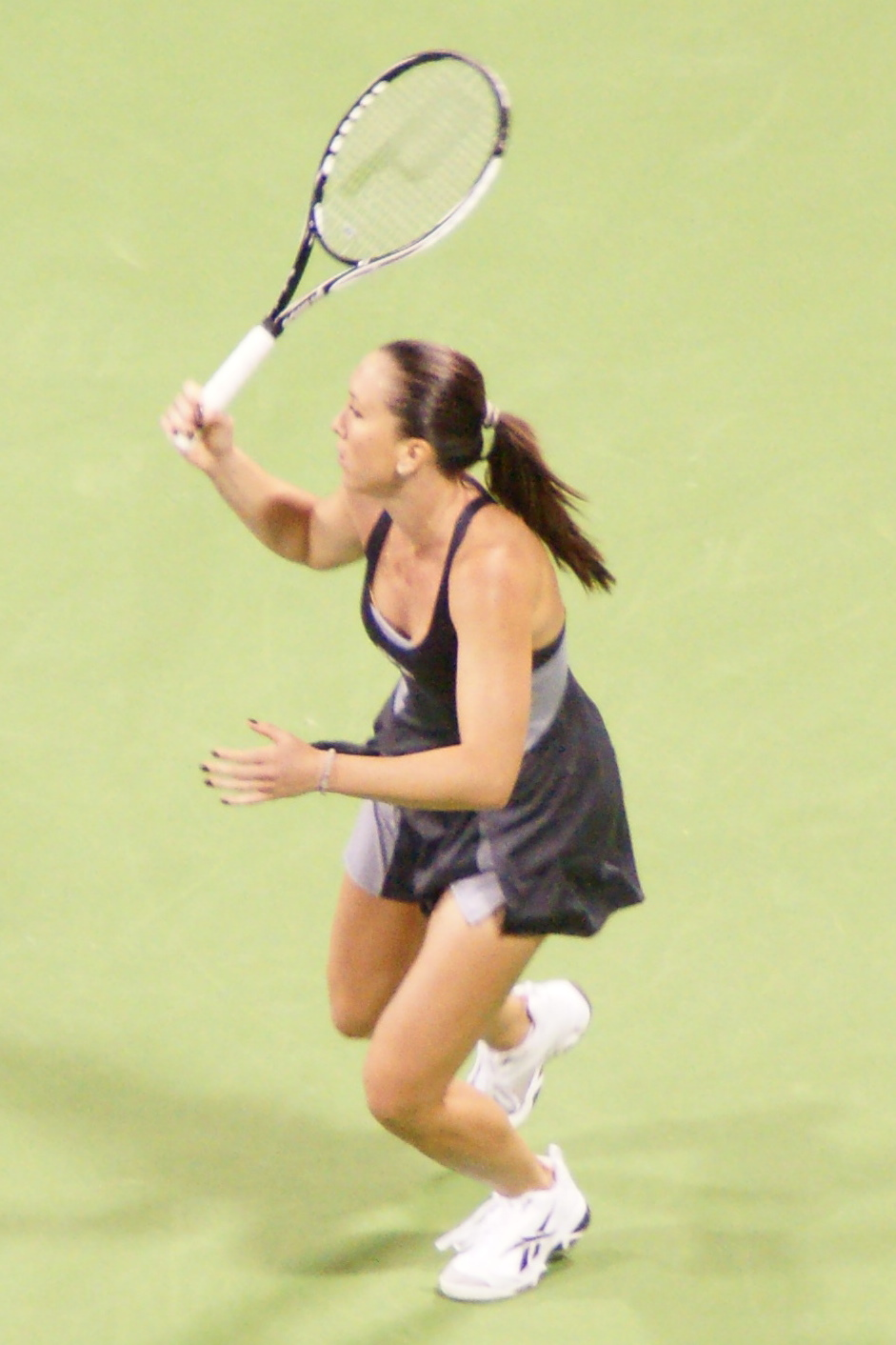
Jelena Janković ganhou 4 títulos na temporada e foi também a maior pontuadora com quase 1.000 pontoa a mais que a segunda colocada.

## Ranking de final de ano
Lista das 20 primeiras do ranking de final de ano da WTA de 2008 em competições de simples e duplas: